# Leemwespen
De leemwespen, urntjeswespen of metselwespen (Eumeninae) zijn een onderfamilie van de plooivleugelwespen (Vespidae). Vroeger werden ze ook wel als een eigen familie, Eumenidae, onder de superfamilie wespachtigen (Vespoidea) beschouwd. Tegenwoordig beschouwt men ze echter als onderfamilie van de plooivleugelwespen (Vespidae), met onder andere papierwespen (Vespinae) en veldwespen (Polistinae) als parallelle groepen.
Nederland en België kennen binnen de plooivleugelwespen verschillende geslachten met metselwespen waaronder de muurwespen (Ancistrocerus), de harige metselwespen (Allodynerus) met drie soorten,
de stengelmetselwespen (Stenodynerus) met vijftig a zestig soorten,
de deukmetselwespen (Symmorphus) met acht soorten
en het geslacht (Pseudepipona) met de rode metselwesp.

## Leefwijze
De leemwespen leiden een solitair bestaan. Sommige soorten bouwen nesten van leem en bevestigen deze aan twijgjes of stukken hout. De vorm van deze nestjes doet soms denken aan kruiken of urnen. In het nest worden verlamde vlinders en rupsen achtergelaten. In de verlamde insecten legt het vrouwtje later haar eitjes.